# Meidoornbladwesp
De meidoornbladwesp (Trichiosoma tibiale) is een vliesvleugelig insect uit de familie van de knotssprietbladwespen (Cimbicidae). De wetenschappelijke naam van de soort is voor het eerst geldig gepubliceerd in 1835 door Stephens.